# Dux
Pour les articles homonymes, voir Dux (homonymie).

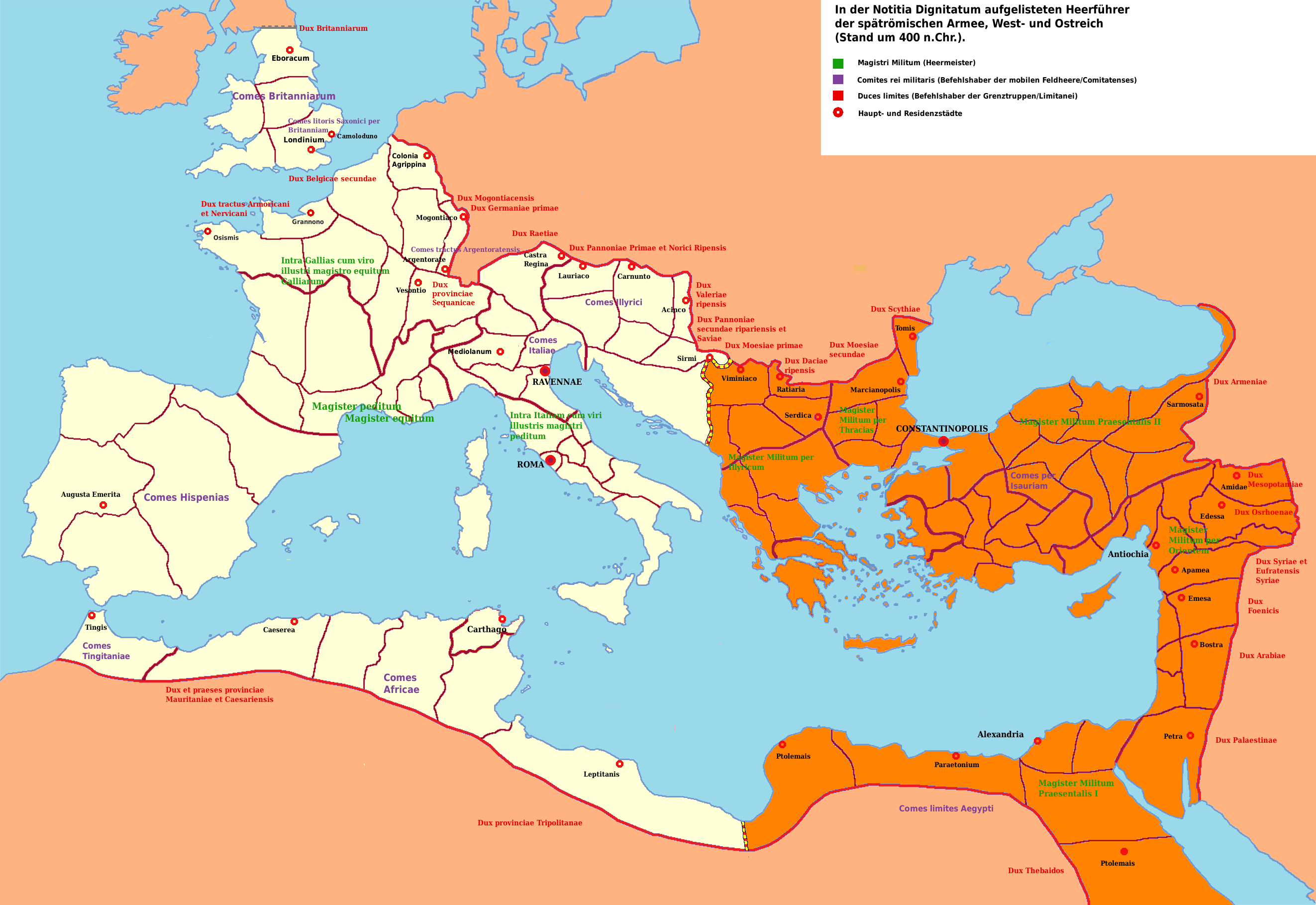
Comes et Dux dans l'Empire

Dux (pluriel : ducēs) est le terme latin pour « chef » (du nom dux, ducis, « chef, général ») qui est utilisé plus tard pour duc et ses variantes (doge, duce, etc.). Durant la République romaine et les premiers siècles de l'Empire romain, un dux peut désigner toute personne qui commande des troupes, y compris des dirigeants étrangers, mais ce n'est pas un grade militaire officiel.

## Empire romain

### Utilisation d'origine
Jusqu'au IIIe siècle, dux n'est pas une expression formelle de rang au sein de la hiérarchie militaire ou administrative romaine. 
Dans l'armée romaine, un dux est un général responsable de deux légions ou plus. Alors que le titre de dux peut faire référence à un consul ou à un imperator, il fait généralement référence au gouverneur romain des provinces. En tant que gouverneur, le dux est à la fois le plus haut fonctionnaire civil et le commandant en chef des légions en garnison dans la province.
Dans la rédaction de ses commentaires sur les Guerres des Gaules, Jules César n'utilise le terme que pour les généraux celtes, à une exception près pour un commandant romain qui ne détient aucun grade officiel. 

### Changement d'utilisation
Au milieu du IIIe siècle apr. J.-C., il acquiert une connotation plus précise définissant le commandant d'un corps expéditionnaire, généralement composé de détachements (c'est-à-dire de vexillationes) d'une ou de plusieurs formations militaires régulières. De telles nominations sont faites pour faire face à des situations militaires spécifiques lorsque la menace à contrer semble au-delà des capacités de la structure de commandement militaire basée sur la province qui caractérise l'armée romaine du Haut Empire. 
Les duces diffèrent des praesides qui sont l'autorité civile et militaire suprême dans leurs provinces en ce que la fonction des premiers est purement militaire. Cependant, l'autorité militaire d'un dux n'est pas nécessairement limitée à une seule province et il ne semble pas qu'ils aient été soumis à l'autorité du gouverneur de la province dans laquelle ils se trouvent opérer. Ce n'est qu'à la fin du IIIe siècle que le terme dux apparaît comme un grade militaire régulier détenu par un officier supérieur des limitanei - c'est-à-dire des troupes frontalières par opposition à celles attachées à une armée de campagne impériale (comitatenses) - avec une zone géographique définie de responsabilité.

### La fonction sous le Dominat
À l'époque du Dominat, les pouvoirs d'un dux sont séparés du rôle du gouverneur et sont confiés à une nouvelle fonction appelée dux. Le dux est désormais la plus importante fonction militaire de la province et commande les légions, mais le gouverneur doit autoriser l'utilisation des pouvoirs du dux. Cependant, une fois ces pouvoirs autorisés, le dux peut agir indépendamment du gouverneur et gérer toutes les questions militaires. Le Dux Belgicae secundae ("commandant de la deuxième province belge") est un exemple de cette fonction.
Après la réforme de la tétrarchie de Dioclétien, les provinces sont organisées en diocèses, chaque diocèse étant administré par un vicaire. Comme pour les gouverneurs, le vicaire est assisté d'un dux. Ce dux est supérieur à tous les autres duces dans les diocèses - lorsque le vicaire appelle les légions des diocèses à l'action, toutes les légions sont sous le commandement du dux. La fonction de dux est, à son tour, soumise au magister militum de sa préfecture prétorienne respective, et au-dessus de lui à l'empereur. Le Dux per Gallias, dux du diocèse des Gaules, est un exemple de cet office.

## Développements ultérieurs
À l'époque byzantine de l'Empire romain, la position de dux survit (grec byzantin : "δούξ", doux, pluriel "δούκες", doukes) en tant que grade équivalent à un général (strategos). À la fin du Xe et au début du XIe siècle, un doux ou katepano est responsable de grandes circonscriptions composées de plusieurs themata plus petits et des régiments professionnels (tagmata) de l'armée byzantine (par opposition aux forces en grande partie ressemblant à des milices de la plupart des themata) . A l'époque comnénienne, le titre de doux remplace purement et simplement les stratèges pour désigner l'officier militaire responsable d'un thema. Dans la marine byzantine, les doukes de la flotte apparaissent dans les années 1070, et la fonction de megas doux ("grand-duc") a été créé dans les années 1090 en tant que commandant en chef de toute la marine.
Le titre a également donné naissance à un nom de famille, le clan aristocratique Doukas, qui, aux IXe – XIe siècles, fournit plusieurs empereurs et généraux byzantins, tandis que les porteurs ultérieurs du nom (descendants maternels de la famille d'origine) fondent le despotat d'Épire dans le nord-ouest de la Grèce.

## Utilisations post-romaines
Le roi Arthur, dans l'une de ses premières apparitions littéraires, est décrit comme dux bellorum ("dux des guerres") parmi les rois des Romano-Bretons dans leurs guerres contre les Anglo-Saxons. Une chronique du monastère Saint-Martin de Cologne indique que le monastère a été pillé par les Saxons en 778, mais qu'il est reconstruit par un "Olgerus, dux Daniæ" (qui est peut-être le personnage historique autour duquel le mythe d'Ogier le Danois s'est formé), avec l'aide de Charlemagne.
Dux est également à l'origine de divers titres nobles féodaux élevés de rang de pairie, tels que le duc anglais, le duc français, le duque espagnol et portugais, le doge vénitien, le duca et le duce italiens.
Le dictateur fasciste italien Benito Mussolini utilise le titre de dux (et duce en italien) pour se mettre en scène. Une devise fasciste est "DVX MEA LVX", latin pour "[Le] Duce [est] ma lumière" ou "[Le] Chef [est] ma lumière". 

### Éducation
À Hong Kong, en Écosse, en Afrique du Sud, en Australie et en Nouvelle-Zélande, le dux est un titre moderne attribué à l'étudiant le mieux classé en matière de réalisations académiques, artistiques ou sportives (Dux Litterarum, Dux Artium et Dux Ludorum respectivement) à chaque année de fin d'études. Cela peut conduire à des bourses d'études dans les universités. Le finaliste peut recevoir le titre proxime accessit (qui signifie "il / elle est venu ensuite") ou semidux. 
Dans les universités portugaises, le Dux est le plus ancien des étudiants, généralement chargé de superviser la praxe (rituels d'initiation pour les étudiants de première année).

### Citations
1. ↑  Fergus Millar, The Roman Near East, 31 B.C.-A.D. 337 (Harvard University Press, 1993), pg. 191 online
2. ↑  Thomas Wiedemann, “The Fetiales: A Reconsideration,” Classical Quarterly 36 (1986), p. 483. The Roman called dux is Publius Crassus, who was too young to hold a commission; see discussion of his rank.
3. ↑  R. E. Smith, « Dux; Praepositus », Zeitschrift für Papyrologie und Epigraphik,‎ 1979, p. 277–78
4. ↑  « Albion Park High School | Dux of the School », www.albionpk-h.schools.nsw.edu.au (consulté le 10 septembre 2016)
5. ↑  « University of Otago Dux Scholarship, Scholarships Database, University of Otago, New Zealand », www.otago.ac.nz (consulté le 10 septembre 2016)
6. ↑  « Prizes & Awards » Lincoln High School », www.lincoln.school.nz (consulté le 10 septembre 2016).